# River Ouse (Ärmelkanal)
Der River Ouse ist ein etwa 54 km langer Küstenfluss des Ärmelkanals in den Grafschaften West Sussex und East Sussex im Süden Englands.

## Flusslauf
Der River Ouse entspringt südlich von Crawley und fließt zunächst in generell östlicher Richtung. Östlich von Newick und westlich von Uckfield wendet sich der Fluss dann in südlicher Richtung. Er fließt östlich an Lewes vorbei und mündet bei Newhaven in den Ärmelkanal.
1790 wurde, nachdem William Jessop den Fluss vermessen hatte, durch einen Beschluss des Parlaments begonnen den Fluss zu begradigen und zu kanalisieren, obwohl die Schifffahrt auf dem von Natur aus gewundenen Fluss fast ausschließlich der regionalen Wirtschaft diente. In mehreren Bauabschnitten entstand bis 1812 die Ouse Navigation.

## Wirtschaft
Nach dem Bau der Brighton Main Line wurde im Jahr 1861 der Güterverkehr auf dem ausgebauten Fluss eingestellt. Die Eisenbahnlinie überquert noch heute auf dem aus Ziegeln gemauerten Ouse Valley Viaduct nördlich von Haywards Heath und südlich von Balcombe den Fluss. In Newhaven überquert die Drehbrücke der Newhaven Swing Bridge (⊙), die nicht mehr geöffnet wird, den Fluss.

## Sonstiges
Die Schriftstellerin Virginia Woolf ertränkte sich 1941 nahe dem Ort Rodmell in der Ouse.